# Družmirje
Družmirje – wieś w Słowenii, w gminie Šoštanj. W 2018 roku pozostawała niezamieszkana.